# Geghama
De Geghama is een gebergte in Armenië en behoort tot de Kleine Kaukasus. Het vormt een vulkaanveld met verschillende dode vulkanen: lavakoepels en sintelkegels uit het Pleistoceen en Holoceen die voor het laatst ongeveer 1900 v.Chr. (± 1000 jaar) zijn uitgebarsten. Het hoogste punt in het vulkanische gebergte is de Azhdahak met 3597 meter boven de zeespiegel die in het westelijk gedeelte van de keten ligt.

## Bergen
Bergen in het gebergte zijn onder andere:
- Azjdahak – 3597 m
- Spitaksar – 3555 of 3560 m